# Hieracium erianthum
Hieracium erianthum es una especie de planta con flor del género Hieracium, de la familia Asteraceae, orden Asterales.

## Distribución
Hieracium erianthum se distribuye por Colombia, Venezuela y Ecuador.

## Taxonomía
Fue descrita científicamente por Kunth. Fue publicada en F.W.H.von Humboldt, A.J.A.Bonpland & C.S.Kunth, Nov. Gen. Sp.